# Лукач Марина Анатоліївна
Марина Анатоліївна Лукач (нар. 18 січня 1961, Куйбишев, СРСР) — українська художниця сучасного текстилю. За освітою — режисерка театру, працювала фотографкою, була членкинею Національної спілки фотохудожників України (2008—2018). Володарка диплому І ступеня Міжнародного фонду Національної академії мистецтв України, 2-х золотих і бронзової медалей одного з найпрестижніших конкурсів фотографії у світі «Trierenberg Super Circuit» та відзнаки «Майстер року» в номінації «Текстиль» міжнародної асоціації дизайнерів «VATIKAM», Париж, Франція.
У період з 2014 по 2024 рік Марина Лукач створила понад 200 картин. Роботи художниці знаходяться в приватних колекціях в різних країнах світу: у США, Англії, Італії, Німеччині, ОАЕ, Нідерландах, Австрії, на Кіпрі та в Україні.

## Життєпис
Дитинство провела на Кубані з бабусею і дідусем, у будинку яких постійно чула українські пісні. Закінчила 10-річну школу в місті Набережні Челни, після чого здобувала освіту в Училищі культури й мистецтв у місті Єлабуга. Згодом вступила до Університету культури й мистецтв у Казані до відділення театральної режисури, яке не закінчила, адже захопилася кіновиробництвом. Це сталося, коли один зі знайомих Марини Лукач знімав фільм і запросив її та інших друзів долучитися до його створення. Майбутню художницю це захопило, і до університету вона не повернулася.
1991 року приїхала у відрядження до Одеси, щоб проявити плівку. Місто їй так сподобалося, що вирішила залишитися в Україні. Далося взнаки коріння: бабусі з двох ліній — українки. Працювала на Одеській кіностудії директоркою знімальних груп, де з колегами створила кілька фільмів.
В Одесі на тренінгу з особистого зростання Lifespring (1993) познайомилася зі своїм другим чоловіком.
2006 року разом з сім'єю переїхала до Києва, де згодом пройшла курс Олексія Абрамова та почала займатися художньою фотографією. Уже за 2 роки, у 2008, разом з чоловіком (Ростислав Лукач) створила власну фотостудію «Білу студію». Працювала з українськими акторами й публічними особами, серед них: Ольга Сумська, Олена Шоптенко, Дмитро Дікусар, Володимир Горянський.
З 2008 по 2018 рік була членкинею Національної спілки фотохудожників України. У цій галузі здобула чимало нагород, серед яких 2 золоті медалі одного з найпрестижніших конкурсів фотографії у світі «Trierenberg Super Circuit».
Разом із чоловіком 2012 року написала книгу «Школа богів. Земля плюс». Має доньку, сина і двох онук.

## Творчість
Марина Лукач працює в авторській змішаній техніці, де на полотні використовує різні технології та матеріали. Серед них: текстильний колаж, батик, валяння, мереживо, вишивка бісером, стрічками, мотузками та камінням, акрил, пастель, маркери для текстилю, живопис, фотодрук, в'язання гачком, машинна і ручна вишивки та фарбування тканин.
Особливо сильно на Марину Лукач вплинула Революція Гідності. Разом з чоловіком і сином вони допомагали активістам, бачили на власні очі загиблих і поранених. З самого початку масових протестів чоловік художниці долучився до протестувальників. Враження від пережитого відобразилися у першій картині «Ціна Свободи України», в якій використала артефакти з Майдану: листівки, фрагменти бруківки, горілих шин тощо. Вона стала знаковою в житті художниці. З нею Лукач їздила до США, де на благодійних заходах збирали кошти для сімей загиблих на Майдані.
Захопившись мистецтвом текстилю, почала розвивати свої навички. У період з 2014 по 2024 рік Марина Лукач створила понад 200 картин й взяла участь у низці подій, популяризуючи сучасне українське мистецтво у світі.
2014 р. — Щорічна соціальна зустріч Інституту Лівітта, жовтень 2014 рік, Солт-Лейк-Сіті, штат Юта, США;
2014 р. — Участь у щорічній виставці «ZionBank Art Show», Юта (США);
2014 р. — Благодійна мистецька виставка «Art-night for Ukraine», Юта (США);
2014 р. — Участь у виставці в Українському домі в Києві;
2015 р. — Участь у виставці «Небесній Сотні присвячується», Київ, Україна;
2015 р. — Участь у виставці  «Народна оборона», Київ, Україна;
2015 р. — Участь у виставці  Національної спілки художників України;
2015 р. — Участь у виставці  «Design life trend», Київ, Україна;
2016 р. — Отримала винагороду «Майстер року» в номінації «Текстиль» міжнародної асоціації дизайнерів «VATIKAM», Париж, Франція;
2016 р. — Участь у виставці  New York ArtExpo;
2016 р. — Участь у виставці Національної академії мистецтв України з отриманням винагороди Диплому І ступеня від Національного фонду НАМУ;
2016 р. — ХІ благодійний аукціон «Аукціонна надія», м. Київ Україна;
2017 р. — Участь у виставці  «Urban Arts Gallery», м.Солт-Лейк-Сіті, США;
2017 р., 2019 р., 2022 р., 2023 р. — Участь у виставках Музею церковної історії, м. Солт-Лейк-Сіті, Юта, США (2 роботи майстрині були придбані музеєм для власної історичної колекції);
2022—2024 рр. — Участь у виставці Арт-галереї (The 401), Міссурі, США;
З 2022 р. — Постійно діюча персональна виставка в Українському Центрі; м. Лас-Вегас, Невада, США;
2024 р. - Участь в урочистому відкритті громадської організації "Ukrainian Center Las Vegas", м. Лас-Вегас, Невада, США;
2024 р. - Участь в міжнародному заході "Університету штату Юта", присвяченому українській культурі, м.Орем, Юта, США.

## Відзнаки
2007 р. — Золота медаль «Trierenberg Super Circuit»;
2007 р. — Диплом FIAP;
2009 р. — Золота медаль «Trierenberg super Circuit»;
2009 р. — Бронзова медаль «Trierenberg Super Circuit»;
2009 р. — Диплом журналу «DFoto»;
2012 р. — Обрана до числа найкращих арт-робіт до Музею історії церкви, Солт-Лейк-Сіті, Юта, США;
2016 р. — Диплом І ступеня Міжнародного фонду Національної Академії мистецтв України;
2016 р. — Відзнака «Майстер року» в номінації «Текстиль» міжнародної асоціації дизайнерів «VATIKAM», Париж, Франція.